# Otepää
Otepää (nota anticamente come Nuustaku, in tedesco Odenpäh) è una località di circa 2 100 abitanti dell'Estonia meridionale, nella contea di Valgamaa, capoluogo del rispettivo comune rurale. Amministrativamente non esistono distinzioni tra la città e il suo contado.

## Sport

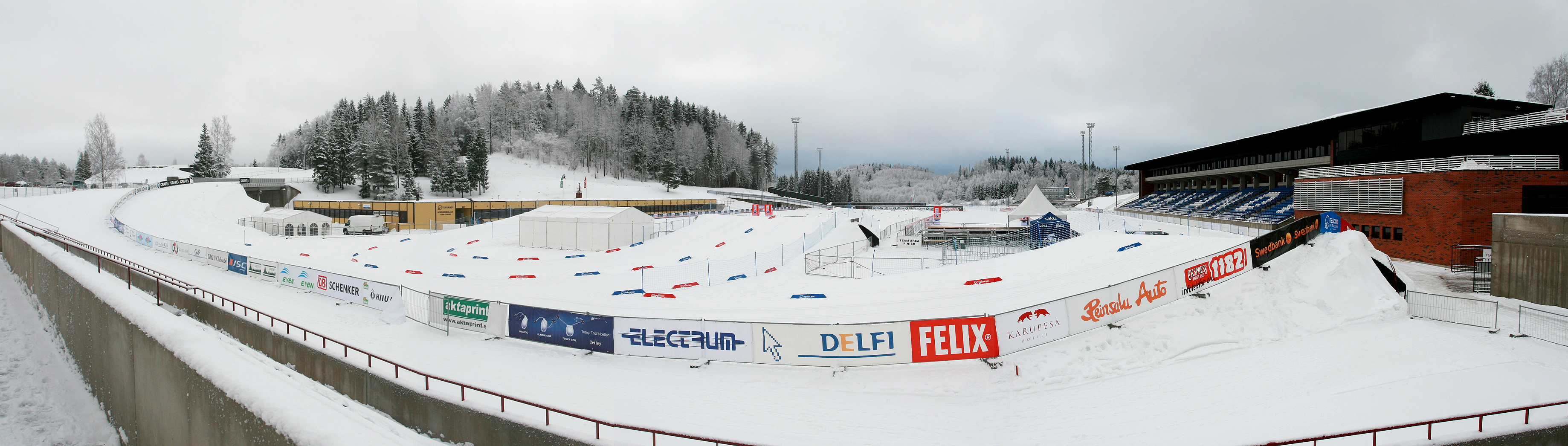
Lo stadio di biathlon

Stazione sciistica specializzata nello sci nordico, è attrezzata con uno stadio da biathlon, il trampolino Tehvandi e numerose piste da fondo. Ha ospitato i Campionati mondiali juniores di sci nordico 2011, i campionati mondiali juniores di biathlon 2018 e 2024, i Campionati mondiali di biathlon estivo nel 2007 e nel 2016 e numerose tappe della Coppa del Mondo di sci di fondo, oltre ai Campionati europei di ciclismo su strada 2004.